# Bailly (Oise)
Bailly és un municipi francès, situat al departament de l'Oise i a la regió dels Alts de França. L'any 2007 tenia 601 habitants.

## Demografia

### Població
El 2007 la població de fet de Bailly era de 601 persones. Hi havia 206 famílies de les quals 28 eren unipersonals (20 homes vivint sols i 8 dones vivint soles), 65 parelles sense fills, 109 parelles amb fills i 4 famílies monoparentals amb fills.
La població ha evolucionat segons el següent gràfic:
Habitants censats

### Habitatges
El 2007 hi havia 222 habitatges, 207 eren l'habitatge principal de la família, 4 eren segones residències i 11 estaven desocupats. Tots els 222 habitatges eren cases. Dels 207 habitatges principals, 188 estaven ocupats pels seus propietaris, 15 estaven llogats i ocupats pels llogaters i 4 estaven cedits a títol gratuït; 4 tenien dues cambres, 26 en tenien tres, 59 en tenien quatre i 118 en tenien cinc o més. 155 habitatges disposaven pel capbaix d'una plaça de pàrquing. A 74 habitatges hi havia un automòbil i a 115 n'hi havia dos o més.

### Piràmide de població
La piràmide de població per edats i sexe el 2009 era:
| Homes | Edats   | Dones |
| ----- | ------- | ----- |
| 0     | 95 o +  | 0     |
| 0     | 90 a 94 | 0     |
| 4     | 85 a 89 | 0     |
| 0     | 80 a 84 | 0     |
| 4     | 75 a 79 | 8     |
| 16    | 70 a 74 | 12    |
| 4     | 65 a 69 | 8     |
| 12    | 60 a 64 | 12    |
| 12    | 55 a 59 | 8     |
| 12    | 50 a 54 | 16    |
| 32    | 45 a 49 | 32    |
| 12    | 40 a 44 | 16    |
| 44    | 35 a 39 | 20    |
| 16    | 30 a 34 | 28    |
| 24    | 25 a 29 | 16    |
| 20    | 20 a 24 | 20    |
| 24    | 15 a 19 | 16    |
| 32    | 10 a 14 | 36    |
| 24    | 5 a 9   | 16    |
| 12    | 0 a 4   | 20    |

## Economia
El 2007 la població en edat de treballar era de 394 persones, 305 eren actives i 89 eren inactives. De les 305 persones actives 291 estaven ocupades (172 homes i 119 dones) i 14 estaven aturades (2 homes i 12 dones). De les 89 persones inactives 24 estaven jubilades, 27 estaven estudiant i 38 estaven classificades com a «altres inactius».

### Ingressos
El 2009 a Bailly hi havia 247 unitats fiscals que integraven 711 persones, la mediana anual d'ingressos fiscals per persona era de 19.038 €.

### Activitats econòmiques
Dels 17 establiments que hi havia el 2007, 1 era d'una empresa extractiva, 2 d'empreses de fabricació d'altres productes industrials, 8 d'empreses de construcció, 1 d'una empresa de comerç i reparació d'automòbils, 1 d'una empresa de transport, 1 d'una empresa d'hostatgeria i restauració, 1 d'una empresa immobiliària i 2 d'empreses de serveis.
Dels 8 establiments de servei als particulars que hi havia el 2009, 1 era un paleta, 2 guixaires pintors, 2 lampisteries, 1 electricista, 1 empresa de construcció i 1 agència immobiliària.
L'any 2000 a Bailly hi havia 6 explotacions agrícoles.

## Equipaments sanitaris i escolars
El 2009 hi havia una escola elemental.

## Poblacions més properes
El següent diagrama mostra les poblacions més properes.